# Adrian Adam von Stammer
Adrian Adam von Stammer (* 1659; † 16. April 1704) war ein preußischer Geheimer Rat, Stiftshauptmann in Quedlinburg sowie Ritter des Johanniterordens.

## Leben

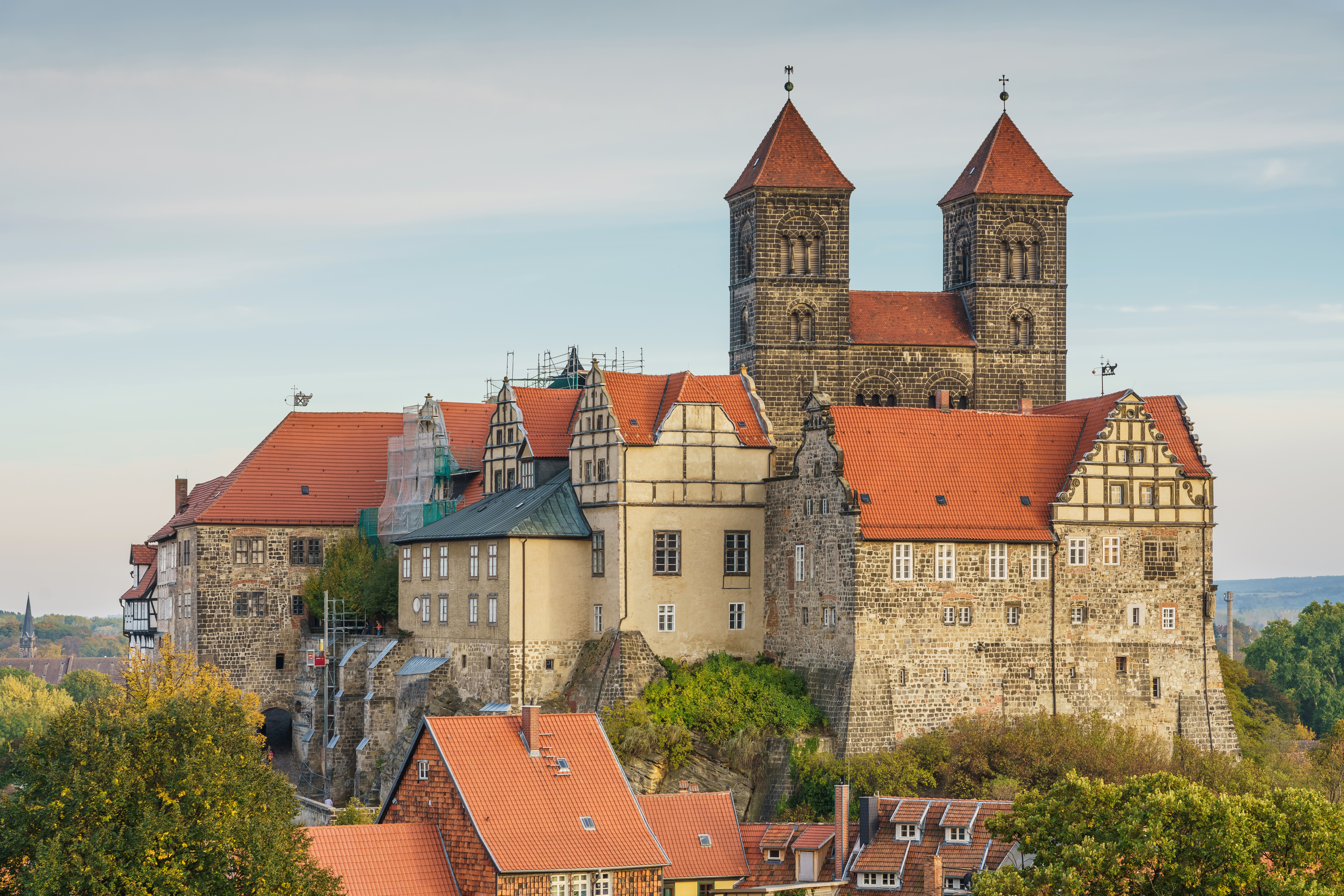
Quedlinburg – Hauptwirkungsstätte von Adrian Adam von Stammer

Er stammte aus dem alten sächsischen Adelsgeschlecht von Stammer. Hanns Heinrich von Stammer (1603–1654) zu Ballenstedt war sein Vater und Margaretha Judith geborene von Bennigsen zu Banteln (1622–1704) seine Mutter.
Adrian Adam von Stammern schlug eine Verwaltungslaufbahn ein und stieg bis zum Geheimen Rat auf. Er wurde 1687 Stiftshauptmann in Quedlinburg. In den Jahren 1477/79 war die kursächsische Vogtei über das Reichsstift Quedlinburg festgeschrieben worden. Diese wurde im Jahre 1697 unter Stiftshauptmann von Stammer an Kurbrandenburg verkauft, was am 30. Januar 1698 zur Besetzung des Stiftsgebietes durch Brandenburg-Preußen führte. Dadurch wurde Stammer von einem kursächsischen zu einem preußischen Beamten.
1693 wurde Adrian Adam von Stammer er zum Ritter des Johanniterordens geschlagen.
Gottfried Arnold kam im Sommer 1693 zu ihm auf Schloss Rammelburg, um bei ihm eine Stelle als Hauslehrer und Informator anzutreten. Auf seinem Schloss beschäftigte Stammer einen Mohr aus Malta.

## Familie
Er heiratete Sophia Maria († 14. Februar 1705), einer Tochter des Geheimen Rates Ernst Friedemann von Selmnitz. Aus dieser Ehe ging der Sohn Johann Friedrich von Stammer († 1720) hervor, der – wie sein Selmnitz-Großvater – Oberaufseher der Grafschaft Mansfeld sowie Besitzer des Amtes Rammelburg wurde. Ernst Rudolph von Stammer war ein weiterer Sohn dieser Ehe.
Sophia Maria von Stammer war durch Kauf von ihren Schwestern und Miterben in den Besitz des bei Sömmerda gelegenen Rittergutes Vehra mit Henschleben gelangt, das bis 1713 im Familienbesitz der von Stammer blieb.

## Wappen
Sein Wappen zeigt einen silbernen schrägen Wellenbalken auf rotem Grund. Auf dem Helm mit rot und silbern Decken eine rote Mütze, besteckt mit neun, wie der Schild gezeichneter Fähnlein an goldenen Schäften.